# Ion Vasilescu
Ion Vasilescu (n. 4 noiembrie 1903, București, România – d. 1 decembrie 1960, București, România) a fost un compozitor de muzică ușoară, profesor și dirijor român.

## Studii
Și-a început studiile muzicale la Conservatorul Cornetti din Craiova cu George Fotino (armonie) și Ida Capatti (vioară), perfecționându-se la Schola Cantorum din Paris cu Paul le Flem (contrapunct).

## Activitate
Dirijor la Teatrul Național din Craiova, profesor de muzică la liceele Frații Buzești, D. A. Sturdza și Nicolae Bălcescu din Craiova, profesor la Conservatorul Cornetti din Craiova, dirijor la teatrele de revistă Cărăbuș, Alhambra, Gioconda, Ion Vasilescu și Teatrul de Estradă din București, Ion Vasilescu a fost cea mai importantă personalitate a muzicii ușoare românești din secolul XX. A creat o muzică ușoară cu caracter național precis conturat, valorificând intonațiile și ritmica cântecului popular. A mai compus muzică de cameră, de scenă și de film, precum și coruri.

## Distincții
- titlul de Maestru emerit al artei (30 decembrie 1957) „cu prilejul împlinirii a 10 ani de la proclamarea Republicii Populare Romîne și pentru merite deosebite în activitatea cultural-artistică”[4]

## Compoziții
În lipsa unor informații cronologice, titlurile nedatate vor fi așezate la capătul listei și ordonate alfabetic.
| Titlul piesei                       | Forma muzicală | Versuri                                                  | Anul apariției | Interpretări mai cunoscute                               |
| ----------------------------------- | -------------- | -------------------------------------------------------- | -------------- | -------------------------------------------------------- |
| Mi-am pus busuioc în păr            | stil popular   | Nicolae Vlădoianu                                        | 1938           | Maria Tănase, Mia Braia                                  |
| Drag îmi e bădița cu tractorul      | popular, lied  | Genoveva Ionașcu                                         | 1952           | Dorina Drăghici                                          |
| Habar n'ai tu                       | romanță        | Eugen Mirea, Ion Vasilescu                               | 1938           | Mia Braia, Maria Tănase, Dorina Drăghici, Mihaela Mihai  |
| In micul orășel, uitat de lume      | romanță        | Eugen Mirea, Ion Vasilescu                               |                | Dorel Livianu, Ioana Radu                                |
| Vrei să ne-ntâlnim sâmbătă seară    | tango          | Nicușor Constantinescu, Nicolae Vlădoianu                |                | Dorel Livianu, Gică Petrescu, Jean Moscopol, Titi Botez  |
| Dă-i cu șprițul pân' la ziuă        | de petrecere   | Ion Vasilescu, Eugen Mirea                               |                | Dorel Livianu, Gică Petrescu                             |
| Hai acasă, puișor                   | ușoară         | Nicușor Constantinescu, Nicolae Vlădoianu                |                | Jean Moscopol, Titi Botez                                |
| Glasul roților de tren              | ușoară         | Nicușor Constantinescu, Nicolae Vlădoianu                |                | Viorica Vrioni, Dorel Livianu, Margareta Pâslaru         |
| Țărăncuță, țărăncuță                | ușoară         | Mihai Maximilian                                         |                | Dorel Livianu, Dan Spătaru                               |
| Hai să-ți arăt Bucureștiul noaptea  | ușoară         | Ion Vasilescu, Eugen Mirea                               |                | Constantin Drăghici, Gigi Marga și Nicolae Nițescu       |
| În noaptea asta toată lumea e a mea | ușoară         | Ion Vasilescu, Eugen Mirea                               |                | Elena Zamora, Gică Petrescu, Ileana Sărăroiu             |
| Dumneata, madame Dumneata sau tu    | ușoară         | Ion Vasilescu, Nicolae Vlădoianu, Eugen Mirea            |                | Gică Petrescu                                            |
| Mi te-ai lipit de suflet            | ușoară         | Ion Vasilescu, Eugen Mirea                               |                | Dorel Livianu, Gică Petrescu                             |
| Astăzi e ziua ta                    | ușoară         | Ion Vasilescu, Eugen Mirea                               |                | Dorel Livianu, Gică Petrescu                             |
| Ți-am luat un mărțișor              | ușoară         | Ion Vasilescu, Nicolae Vlădoianu, Nicușor Constantinescu |                | Gică Petrescu, Victor Bunea                              |
| București, măi București            | ușoară         | Aurel Felea                                              |                | Gică Petrescu                                            |
| Te-aștept diseară-n Cișmigiu        | ușoară         | Nicolae Vlădoianu, Nicușor Constantinescu                |                | Dorel Livianu, Jean Moscopol                             |
| Cel mai frumos tango din lume       | tango          | Nicușor Constantinescu, Eugen Mirea                      |                | Gică Petrescu                                            |
| Poveste de amor                     | ușoară         | Nicolae Vlădoianu, Nicușor Constantinescu                |                | Mia Braia                                                |
| Bun rămas, prieteni dragi           | ușoară         | Ion Vasilescu, Eugen Mirea                               |                | Gică Petrescu                                            |
| La margine de București             | romanță        | Ion Vasilescu                                            |                | Gică Petrescu                                            |
| Inima-i un telefon                  | ușoară         | Ion Vasilescu                                            |                | Dorel Livianu, Gion, Margareta Pâslaru                   |
| Cântecel de dor și of               | ușoară         | Puiu Maximilian, Nican                                   |                | Gică Petrescu                                            |
| Doar pe tine te iubesc              | tango          | Ion Vasilescu                                            |                | Gică Petrescu                                            |
| Trec pe drumul care duce la tine    | tango          | Ion Vasilescu                                            |                | Gică Petrescu                                            |
| Cântă-mi să uit dragostea           | de petrecere   | Nicolae Vlădoianu, Nicușor Constantinescu                |                | Dorel Livianu, Gică Petrescu, Titi Botez                 |
| Fetițele din București              | ușoară         | Nicolae Vlădoianu, Nicolae Kirculescu                    |                | Gică Petrescu, Titi Botez, Nicolae Nițescu               |
| Păcat fetițo dragă                  | ușoară         | Nicolae Vlădoianu, N. Stroe                              |                | Gică Petrescu, Jean Moscopol                             |
| Suflet candriu de papugiu           | ușoară         | Nicolae Vlădoianu, Nicolae Kirculescu                    |                | Gică Petrescu                                            |
| Cu lăutarii dupa mine               | ușoară         | Eugen Mirea                                              |                | Dorel livianu, Gică Petrescu                             |
| Ramâi cu bine,dragostea mea         | ușoară         | Eugen Mirea,Puiu Maximilian                              |                | Dorina Drăghici                                          |
| Azi noapte te-am visat              | ușoară         |                                                          |                | Gică Petrescu, Margareta Pâslaru                         |
| La Crimeea peste mare               | ușoară         |                                                          |                | Gică Petrescu                                            |
| Sunt o cârpa în amor                | ușoară         |                                                          |                | Margareta Pâslaru                                        |
| Păstrează-mă doar pentru tine       | ușoară         |                                                          |                | Doina Badea, [[Loredana Groza\|Loredana], Viorela Filip] |

## Filmografie

### Muzică de film
- Directorul nostru (1955)
- Băieții noștri (1960)
- De trei ori București (1968)
- Muzica e viața mea (1988)